# Sopran spinto
Sopran spinto (wł. spinto soprano, nazywany również lirico-spinto) – najrzadziej spotykany głos kobiecy, osiągający brzmienie zarówno liryczne, jak i dramatyczne. Charakteryzuje się rozległą skalą, zwykle od c1 do c3. Przez orkiestrę przebija się korzystając z techniki squillo.
Partie dla sopranów spinto znajdują się głównie w operach Giacomo Pucciniego (np. Butterfly w Madame Butterfly, Floria Tosca w Tosce czy Manon w Manon Lescaut) oraz Giuseppe Verdiego (np. Elisabetta w operze Don Carlos).